# Shahrokh Shariat

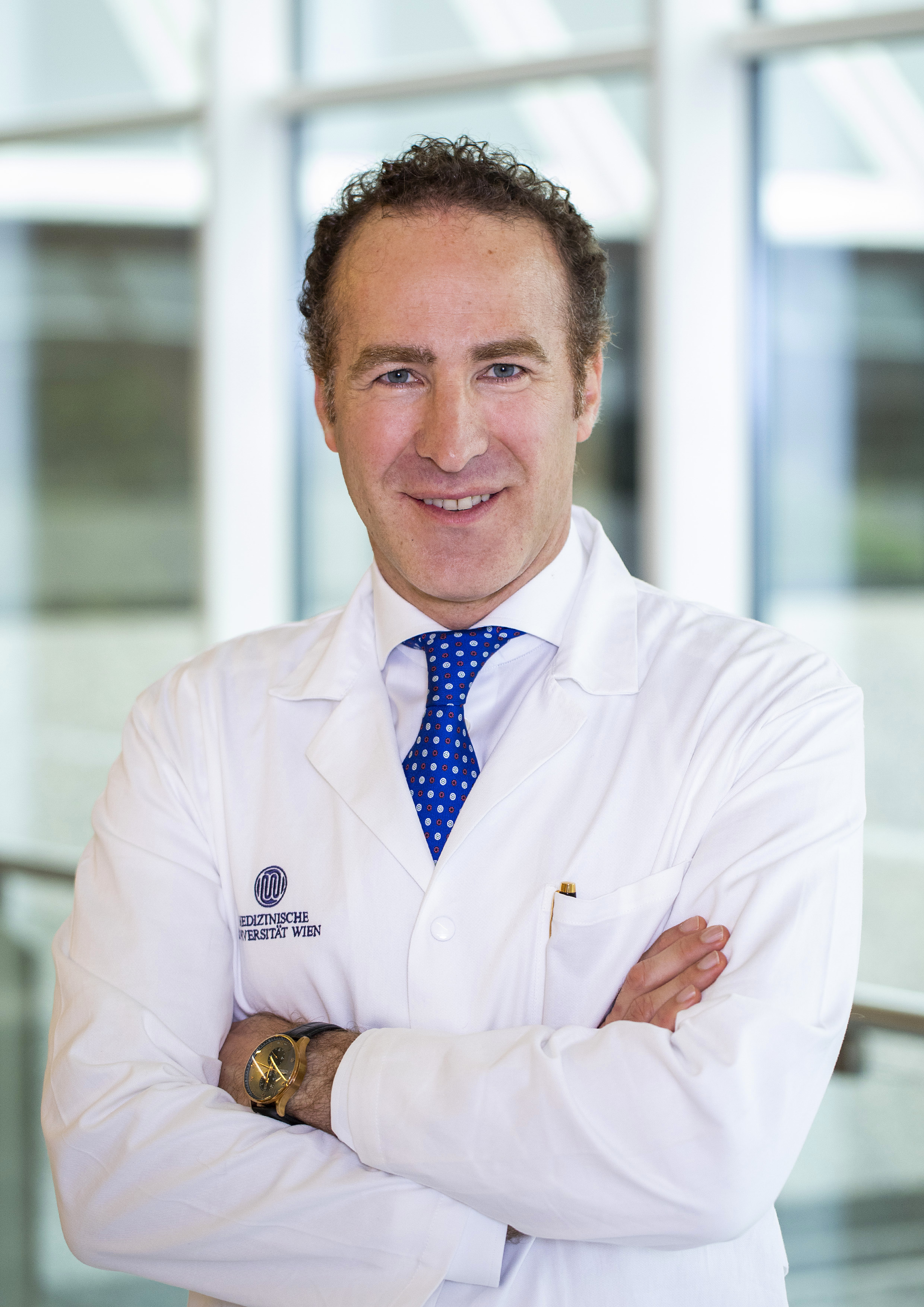
Shahrokh Shariat (2019)

Shahrokh François Shariat (* 20. September 1973) ist seit 2013 Shariat ordentlicher Professor und Vorstand der Universitätsklinik für Urologie an der Medizinischen Universität Wien sowie interimistischer Leiter des Comprehensive Cancer Center am Allgemeinen Krankenhaus der Stadt Wien.
Darüber hinaus ist er als außerordentlicher Professor am Weill Cornell Medical Center in New York, am University of Texas Southwestern Medical Center in Dallas sowie an der Medizinischen Fakultät der Karls-Universität in Prag tätig. Für seine wissenschaftlichen Verdienste wurde er mit Ehrendoktorwürden der Carol Davila Universität für Medizin und Pharmazie in Bukarest sowie der Semmelweis-Universität in Budapest ausgezeichnet.

## Leben
Shahrokh Shariat hat über 2.195 peer-reviewte Forschungsarbeiten veröffentlicht (Scopus h-Index 134, 80.992 Zitationen; Google Scholar h-Index 158, 109.847 Zitationen), mehr als 700 nicht peer-reviewte Artikel sowie über 30 Buchkapitel. Er hält vier Patente im Zusammenhang mit seiner Forschung zu Prostata- und Blasenkrebs und wurde mit zahlreichen nationalen und internationalen Auszeichnungen geehrt, darunter der Matula-Preis der Europäischen Urologischen Gesellschaft im Jahr 2014 und der Gold Cystoscope Award der Amerikanischen Urologischen Gesellschaft im Jahr 2017.
Shariat ist auch in urologischen Fachgesellschaften tätig. Er ist Präsident der Österreichischen Gesellschaft für Urologie sowie der Zentraleuropäischen Urologischen Gesellschaft.
Er leitet mehrere kooperative, multizentrische Forschungsgruppen, darunter das Bladder Cancer Research Consortium, die Bladder Cancer Detection Group und die Upper Tract Urothelial Carcinoma Collaboration, und führt darüber hinaus prospektive klinische Studien durch.
Shariat ist aktives Mitglied zahlreicher wissenschaftlicher Gesellschaften, Gutachter für nationale und internationale Fachzeitschriften und Organisationen und gehört mehreren wissenschaftlichen Herausgebergremien an. Zudem engagiert er sich humanitär, leitet eine medizinische Hilfsorganisation für Geflüchtete und ist in den medizinischen Beiräten zweier weiterer gemeinnütziger Organisationen aktiv.
Seine Forschung konzentriert sich auf die molekularen Mechanismen, Marker, Früherkennung, den natürlichen Verlauf, die Behandlung sowie auf translationale und ergebnisorientierte Forschung im Bereich urologischer Erkrankungen. Sein Labor befasst sich mit integrativer Genomik und Epigenomik von uro-genitalen Karzinomen mit dem Ziel, personalisierte Therapiestrategien zu entwickeln.

## Ehrungen
- 2022 wurde er zum Mitglied der Academia Europaea gewählt.[1]
- Außerordentlicher Klinischer außerplanmäßiger Professor für Urologie.[2]
- Über Shahrokh François Shariat.[3]
- Ehrenprofessor für Urologie an der Universität von Jordanien.[4]
- Ehrenprofessor für Urologie an der Universität Tabriz.[5]
- Auszeichnungen geehrt Gold Cystoscope Award der Amerikanischen Urologischen Gesellschaft im Jahr 2017.[6]
- Präsident der Österreichischen Gesellschaft für Urologie.[7]